# Фернандо Нето (футболист, 2003)
Фернандо Антонио Евангелиста да Силва Нето (порт.-браз. Fernando Antônio Evangelista da Silva Neto; род. 18 июня 2003, Ресифи) — бразильский футболист, полузащитник клуба «Шериф».

## Карьера

### «Наутико»
Воспитанник футбольной академии бразильского клуба «Наутико». В 2021 году впервые стал подтягиваться к матчам с основной командой клуба, однако продолжил выступать на молодёжном уровне. Дебютировал за клуб 1 января 2023 года в матче против клуба «Сентрал», выйдя на поле в стартовом составе. Вместе с клубом дошёл чо четвертьфинала чемпионата Пернамбуку, где 6 апреля 2023 года уступили клубу «Салгейру». Дебютный матч в чемпионате сыграл 14 мая 2023 года против клуба «Апаресиденсе», выйдя на замену на 81 минуте. Одна затем продолжил выступать за молодёжную команду клуба. В феврале 2024 года перешёл в бразильский клуб «Трези», где сыграл лишь матч в Кубке Нордесте. Затем больше в заявку клуба не попадал, который затем покинул.

### «Гомель»
В августе 2024 года на правах свободного агента присоединился к белорусскому «Гомелю», подписав однолетнее соглашение с опцией продления. Дебютировал за клуб 12 сентября 2024 года в матче против минского «Динамо», выйдя на поле в стартовом составе. Дебютным забитым голом за клуб отличился 21 сентября 2024 года в матче против новополоцкого «Нафтана». По итогу сезона вместе с клубом завершил чемпионат на итоговом шестом месте в турнирной таблице. На протяжении сезона выступал за клуб в роли одного из ключевых игроков клуба, отличившись 2 забитыми голами. В начале сезона 2025 года продолжил выступать за гомельский клуб, за первую половину сезона успев отличиться забитым голом и результативной передачей. В конце июня 2025 года покинул клуб по окончании срока действия контракта.

### «Шериф»
В июне 2025 года на правах свободного агента присоединился к тираспольскому «Шерифу». Дебютировал за клуб 29 июня 2025 года в матче против селеметского «Спартания», выйдя на поле в стартовом составе, также отличившись своей дебютной голевой передачей. В июле 2025 года вместе с клубом отправился на квалификационные матчи Лиги Европы УЕФА. Первый матч в рамках еврокубкового турнира сыграл 17 июля 2025 года в ответной встрече против косовской «Приштины», выйдя на замену на 87 минуте. Во втором квалификационном раунде Лиги Европы УЕФА вместе с клубом уступили нидерландскому «Утрехту», вылетев в квалификации Лиги конференций УЕФА.